# Monumento a los Intelectuales Martirizados
El Monumento a los Intelectuales Martirizados (en bengalí: বুদ্ধিজীবি স্মৃতি সৌধ) es un monumento construido en memoria de los intelectuales que fueron mártires de la Guerra de Liberación de Bangladés. El monumento, situado en Rayerbazar, Mohammadpur Thana en la ciudad de Daca, fue diseñado por los arquitectos Farid U Ahmed y Jami Al Shafi. La propuesta inicial para un monumento en Rayer Bazar fue adelantada por Projonmo 71 (una organización de los hijos de los mártires de la guerra de liberación), que también puso la primera piedra temporal en 1991.

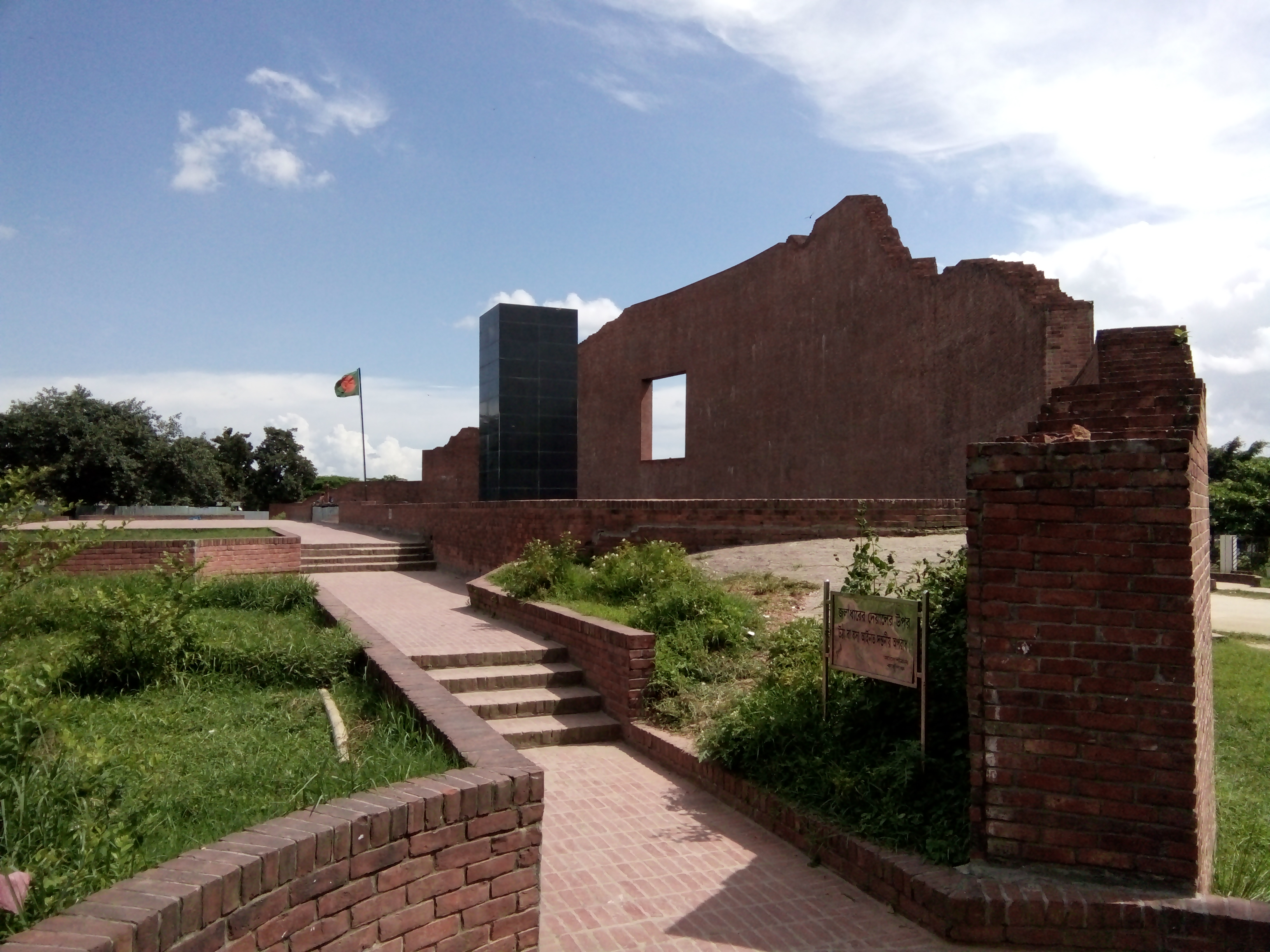
Part of the east-south side of the Martyred Intellectuals Memorial

Durante toda la Guerra de Liberación de Bangladés de 1971, un gran número de profesores, médicos, ingenieros, poetas y escritores fueron masacrados sistemáticamente por el Ejército de Pakistán y sus colaboradores locales, sobre todo las supuestas milicias islamistas de Al-Badr y Al-Shams. El mayor número de asesinatos tuvo lugar el 14 de diciembre de 1971, sólo dos días antes de la rendición del ejército de Pakistán a la fuerza conjunta del ejército indio y Mukti Bahini.